# David Bates (Künstler)

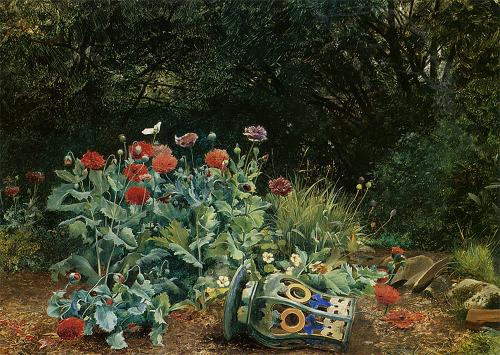
Sommerblumen in einer ruhigen Ecke des Gartens (1882)

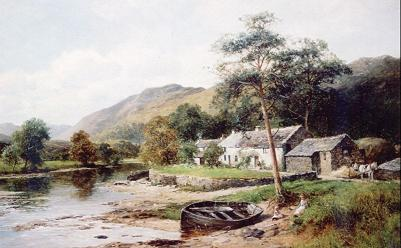
At the head of Derwent Water (1898)

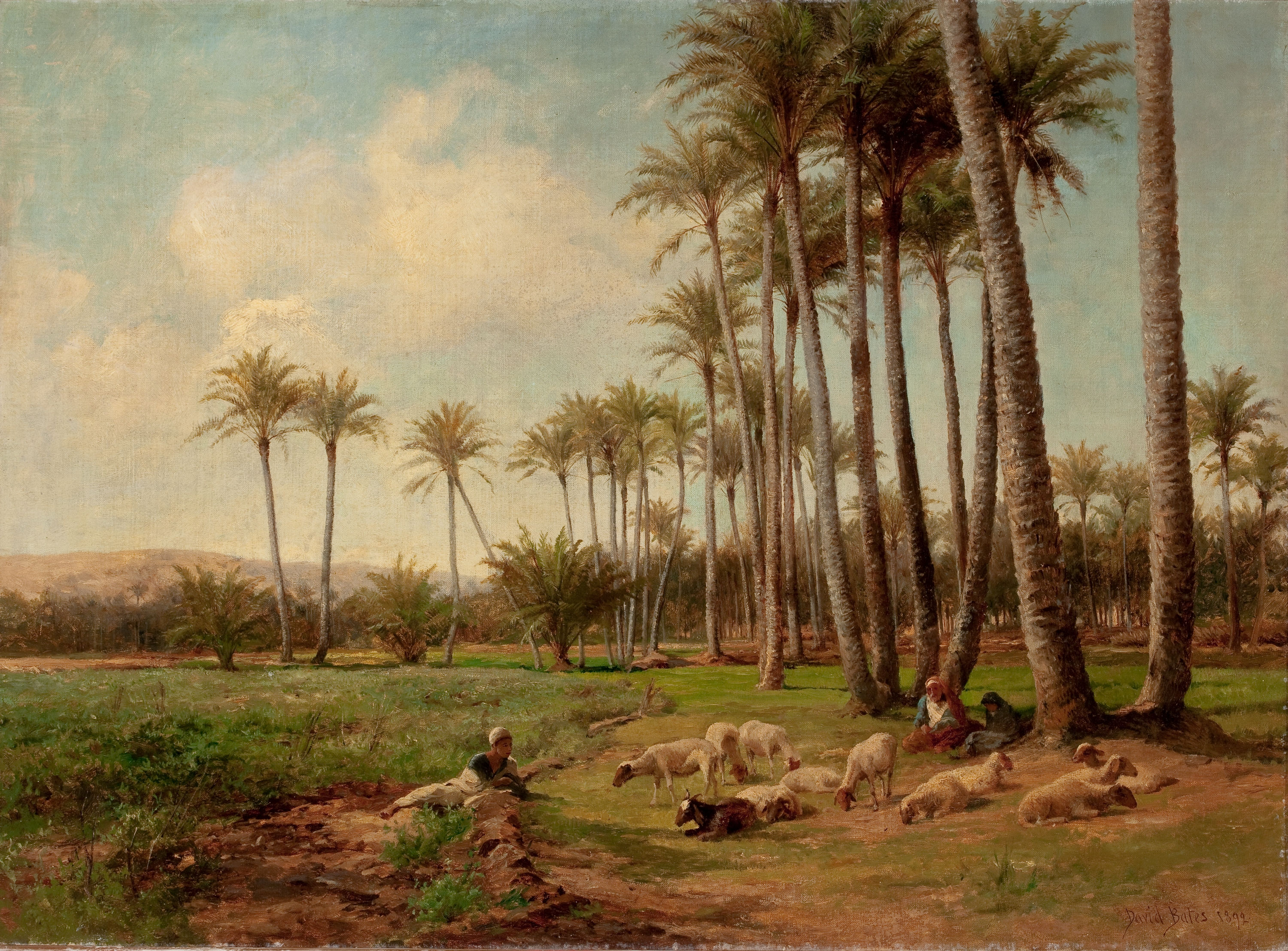
Eine Oase in der Wüste (1899)

David Bates (* 1840 in Cambridge; † 1921) war ein englischer Landschaftsmaler, der in Öl und mit Aquarellfarbe malte.

## Leben
Bates begann im Jahr 1855 als Porzellanmaler bei der Royal-Worcester-Porzellanfabrik in Worcester, wo er sich auf Blumenmalerei spezialisierte. Er blieb dort bis 1880, als er sich als Maler selbständig machte. 
Als Freiluft-Künstler malte Bates Landschaften in den Midlands, in Schottland und Wales; ebenso in der Schweiz und Ägypten. Sein Werk zeigt Einflüsse von Benjamin Williams Leader, Joseph Thors und Samuel Henry Baker und wird der Birmingham School of Art zugerechnet. 
Seine Werke wurden zahlreich ausgestellt, darunter in London in der Royal Academy of Arts, der Grosvenor Gallery, der Royal Society of British Artists, dem Royal Institute of Painters in Water Colours sowie in der Royal Birmingham Society of Artists. Gemälde von Bates befinden sich unter anderem im World Museum Liverpool, im Worcester City Art Gallery & Museum sowie weiteren Galerien und Museen.
Sein Sohn, John Noel Bates (1870–1927), arbeitete unter dem Künstlernamen John Bates Noel ebenfalls als Landschaftsmaler.